# 903 Nealley
A 903 Nealley (ideiglenes jelöléssel 1918 EM) egy kisbolygó a Naprendszerben. Johann Palisa fedezte fel 1918. szeptember 13-án.